# Haemulon aurolineatum
Haemulon aurolineatum é uma espécie de peixe da família Haemulidae e do gênero Haemulon.   É conhecido por diverso nomes populares, também comuns a outros peixes, como sapuruna, cotinga, corcoroca e xira. Essa espécie é encontrada no Oceano Atlântico ocidental, do norte da costa leste dos Estados Unidos até o sul do Brasil. 

## Taxonomia
A espécie foi descrita por Achille Valenciennes e Georges Cuvier em Histoire Naturelle des poissons a partir de um espécime do Brasil, sob o nome em francês de gorette rayée d'or e o nome científico Haemulon aurolineatum.